# Xiphocentron rhamnes
Xiphocentron rhamnes är en nattsländeart som beskrevs av Schmid 1982. Xiphocentron rhamnes ingår i släktet Xiphocentron och familjen Xiphocentronidae. Inga underarter finns listade i Catalogue of Life.